# Partido Socialista Unificado (França)
O Partido Socialista Unificado (em francês: Parti Socialiste Unifié, PSU) foi um partido político francês fundado em 3 de abril de 1960. 
Encontrava-se situado ideologicamente entre a Secção Francesa da Internacional Operária e o Partido Comunista Francês. O PSU se auto-dissolveu em novembro de 1989

## Origens
O PSU nasce como um duplo movimento de oposição: oposição à Guerra da Argélia e oposição ao apoio da Secção Francesa da Internacional Operária ao “golpe de Estado” gaullista de 1958. Este movimento levou a constituição da frente eleitoral União das Forças Democráticas para a Reunificação, formada principalmente pelo Partido Socialista Autónomo e a União da Esquerda Socialista.
Em 1960 foi organizado o congresso que daria origem ao PSU através da fusão de três formações políticas:
- o Parti Socialiste Autonome (PSA, dissidência do SFIO que angariou seus principais lideres históricos como Daniel Mayer e Édouard Depreux

- a Union de la Gauche Socialiste (UGS , União da Esquerda Socialista) grupo formado pela fusão em 1957 da Nouvelle Gauche (NG, Nova Esquerda), do Mouvement de Libération du Peuple (MLP, Movimento de Libertação do Povo) e da Ligue de la Jeune République (JR, Liga da Jovem República); que entre seus membros contavam com ex-trotskistas como Yvan Craipeau, Pierre Naville e Raymond Molinier

- um grupo de dissidentes do Parti Communiste Français PCF, Partido Comunista Francês) que militavam em torno do jornal Tribune du Communisme, dirigido por Jean Poperen, do qual participavam François Furet, e Serge Mallet.

## O lugar do PSU: entre a SFIO e o PCF
O partido procurava ocupar o espaço político entre a SFIO e o PCF. 
Era composto majoritariamente de socialistas anti-colonialistas, tanto “revolucionários” como “reformistas”, partidários da união de esquerda. Compreendendo ex-pivertistas, algum dos quais militaram no Parti Socialiste Ouvrier et Paysan (PSOP, Partido Socialista Operário e Camponês) na época da Frente Popular (1936-38) (Colette Audry, etc.). 
Os trotskistas Marcel Bleibtreu e Michel Lequenne formaram uma tendencia dentro do partido , continuando a publicação do jornal Tribune du Marxisme com Edgar Morin .
Por fim, existia uma tendência mendesista, que representava um bloco coerente e reformista, se opunham ao dogma marxista da luta de classes e recusavam a apropriação coletiva dos meios de produção, propondo um equilíbrio entre os setores privado e publico
Desde seu início, o PSU aparece como um agrupamento de tendências bem diversas e até antagônicas, que se juntaram finalmente no anti-gaullismo e no anti-estalinismo. A adesão de Pierre Mendès France ao PSA  fez com que fossem suspensas as negociações de fusão entre a UGS e o PSA. A UGS e parte do PSA avaliavam que os mendesistas do Centre d'Action Démocratique eram mais liberais que socialistas.
Ao longo das crises que o PSU atravessa, vários de seus fundadores acabam abandonando o partido: Pierre Bérégovoy, Charles Hernu, Alain Savary, Robert Verdier. 
O PSU, que compreendia desde suas origens as minorias que se reivindicavam marxistas revolucionários, luxemburgistas ou trotskistas, evolui em seu enquistamento principalmente a partir de maio de 1968, para se tornar um partido da contestação e auto-gestionário se colocando fora do campo parlamentar.

## Uma Evolução Agitada
Desde o seu primeiro congresso o PSU foi teatro do jogo de tendências.
Nesse Congresso uma forte minoria aparece, dirigida por Pierre Bérégovoy. Mesmo assim Edouard Depreux consegue ser eleito secretário-geral, apoiado por Gilles Martinet (Secretário-Geral adjunto 1960-1967, deixou PSU em 1972) e Michel Rocard, que isolam os antigos militantes da época da Quarta República Alain Savary e Charles Hernu, enquanto os trotskistas e ex-comunista relutavam em cooperar, o que lhe teria tirado a maioria .
No Congresso de Clichy (março de 1961), Pierre Mendes-France, que não hesita em agir de forma independente, vê seu amigo da direção nacional, Charles Hernu perder a reeleição 
Jean Bastide, membro do comitê político nacional, sai do partido em 1962 e retorna à SFIO.
Os próximos Congressos serão bem disputados e resultarão na falta de uma direção estável, por exemplo, a que sai do Congresso de Alfortville (janeiro de 1963), que ocorre alguns meses após as eleições legislativas. Nestas o PSU elegeu dois deputados (o ex-ministro da agricultura François Tanguy-Prigent e Raoul Bleuse, mas estes abandonaram o partido no ano seguinte). É também em 1963 que Edouard Depreux e Michel Rocard adotam uma nova linha ao partido, apoiando as «novas camadas» (técnicos e quadros) . Eleitos, mas sem maioria estável, passam a sustentar a tese de uma mutação do capitalismo, que contrariava a tese marxista da crise capitalista . Quatro anos mais tarde, John Kenneth Galbraith publica "O Novo Estado Industrial" ("The New Industrial State", 1978), best-seller econômico que insiste no conceito de « tecnoestrutura» para explicar as mudanças da sociedade industrial.
No Congresso de 1963, os lambertistas propuseram uma moção, que teve uma votação inexpressiva, enquanto que Marcel Bleibtreu, aliado à Marcel Pennetier (ex-PCI) apresentaram outra moção que conseguiu 10 % dos votos . As lutas internas assustam a base, um terço dos aderentes sai do PSU entre 1963 e 1965 . Alain Savary parte para a criação da União dos Clubes para a Renovação da Esquerda, que se alia com a Fédération de la Gauche Démocrate et Socialiste (FGDS, Federação da Esquerda Democrática e Socialista) de Mitterrand, o mesmo caminho traçou Charles Hernu .
A corrente “mendesista”, da qual Pierre Bérégovoy era o principal articulador, vai se ampliando, o que resultou na eleição de uma nova maioria no congresso de 1963. Isto permitiu a Pierre Mendès France se aproximar do partido .
Em 1965, o "PSU" não apresenta candidatura à eleição presidencial e apoia François Mitterrand, apoiado tanto pela SFIO como pelo PCF. O bureau político havia indicado Pierre Mendès-France a concorrer depois que Gaston Defferre declinou, mas este recusou, colocando em relevo sua hostilidade ao sufrágio universal direto para a cadeira presidencial, bem como a má disposição do "PCF" em apoiá-lo .
O PSU duplica seu quorum eleitoral nas eleições legislativas de 1967 conseguindo quatro deputados: Guy Desson, Yves Le Foll, Roger Prat e Pierre Mendès France, em Grenoble onde o PSU se implantou após as eleições municipais de 1965 . Contra a decisão do partido, o porta voz teve assistência de um membro do SFIO e não do FGDS .
No entanto, a questão central do PSU permanecia: Como se posicionar entre o Partido Comunista Frances e a FGDS de Mitterrand (que passa a ocupar o lugar que o SFIO tinha)? 
Em junho de 1967, as primeiras alterações do PSU sob a direção de Michel Rocard já podem ser observadas com o quase desaparecimento dos velhos socialistas « reformistas ». O Bureau Nacional de 17 membros passa a ter 12 dirigentes novos. Os mendesistas, como Gilles Martinet, Pierre Bérégovoy e Jean Poperen sustentaram no Congresso a ideia de uma frente com a FGDS, orientação recusada pela maioria . Por outro lado, Jean Poperen acaba saindo do partido, criando a União dos Grupos e Clubes Socialistas (com a ex-pivertiste Colette Audry) que também se junta ao FGDS e logo ao novo Parti Socialiste (PS, Partido Socialista), fundado no Congresso de Alfortville em 1969.
A nova orientação se torna confortável depois que obtêm o controle da União Nacional dos Estudantes da França (UNEF), em julho de 1967 (Congresso de Lyon), pela organização de jovens do PSU, os Étudiants Socialistes Unifiés (ESU), superando a União dos Estudantes Comunistas. Eles colocam na presidência da união estudantil Jacques Sauvageot, que terá um papel fundamental nas manifestações de maio de 1968.

## De maio de 68 às eleições presidenciais de 1974
O PSU apoia os estudantes e promove a autogestão. No entanto é vitima do retorno ordem. Assim nas eleições legislativas de junho de 1968, não conseguem eleger nenhum deputado. Apenas nas eleições legislativas de 1973, consegue eleger um deputado (Yves Le Foll). Esse resultado eleitoral, entretanto, foi resultados da política de alianças, pois o PSU obteve 3,9 % em 1968 e cerca de 2 % em 1973. 
Pierre Mendes-France, torna pública sua decisão de deixar o partido, ele adiara a decisão até depois das eleições de 1968. Já não aceita a orientação esquerdista do PSU . No ano seguinte, Mendes-France se apresenta como primeiro ministro do candidato a presidência Gaston Deferre (SFIO) contra Michel Rocard do PSU . O rompimento com a mendesismo é definitivo . Exemplo: a federação da província de Eure dominada por partidários de Mendes-France é dissolvida . 
Em 1 de junho de 1969, Michel Rocard obteve 3,61% dos votos no primeiro turno das eleições presidenciais, o mais alto nível de influência do PSU durante uma eleição presidencial.
Estando em minoria no Congresso de Orléans da UNEF (abril de 1970) a ESU conseguiu manter a presidência numa aliança com os trotskistas da Agir en Jeunes Socialistes (AJS, Juventude Socialista em Ação).
Mas a cada dia se tornavam mais fracos, até que finalmente perderam o controle da UNEF em 1971, pouco antes do fracionamento do movimento estudantil Frances em duas alas a Union Nationale des Étudiants de France - Unité Syndicale (UNEF-US) e a Union Nationale des Étudiants de France - Solidarité Étudiante, (UNEF-Renouveau).
No VII Congresso de Lille do PSU (junho de 1971), as teses Michel Rocard obtêm 53 % dos votos  a tese dos trotskistas obtêm 14 % . Uma corrente maoista (que se afirmou em 1970) reivindicava uma aliança com o Parti Communiste Marxiste-Léniniste de France (PCMLF), obteve 12 % dos votos. Em junho de 1972, a frente PSU-PCMLF é proibida, o que provocou o rompimento entre Emmanuel Terray e Pierre Bauby. Enfim, uma tendência « movimentista » obtêm 20 % em Lille, e 16 % no ampliado de Toulouse em dezembro de 1972 : Esta corrente se organiza na Gauche Ouvrière et Paysanne (GOP, Esquerda Operária e Camponesa) de Marc Heurgon, Alain Lipietz, Gustave Massiah, etc., antes de se dividir em duas Pour le Communisme e, em 1974, no Parti d'Unité Populaire, que criarão a Gauche Ouvrière Prolétarienne) . 
Em 1972, o PSU não assina o programa conjunto da esquerda afirmando:  “acreditamos que este programa não é suficientemente auto-gestionário, e por isso não pode abrir o caminho ao Socialismo” . O PSU se situa neste momento à esquerda do PS e do PCF. Yves Le Foll, prefeito de Saint-Brieuc e membro do PSU, acredita que após a greve do Joint Français (1972), o conjunto da militância do PSU apoia a experiência auto-gestionária de Lip, e de Besançon (1973). 
Neste mesmo ano, Michel Rocard dissolve a regional do PSU de Île de France, que tinha uma direção mais a esquerda, e pede para que cada militante volte individualmente. Jacques Kergoat, que foi secretário-geral do PSU parisiense, e o filosofo Jean-Marie Vincent juntão-se a Ligue Communiste Révolutionnaire (LCR, Liga Comunista Revolucionária) , enquanto que Manuel Bridier junta-se a Révolution ! . Uma outra fração, a Gauche Révolutionnaire, junta-se em 1972 ao Parti Communiste Marxiste-Léniniste de France (PCMLF, maoista). Um terceiro grupo organizaria a Gauche Ouvrière et Paysanne (Esquerda Operária e Camponesa) que se tornaria a Organisation Communiste des Travailleurs (Organização Comunista dos Trabalhadores em 1976), entre 1972 e 1974.

## Os anos Giscard (1974-1981)
Nas eleições presidenciais de maio de 1974, a esquerda do partido indicara a candidatura de Charles Piaget, o sindicalista da CFDT de Lip, mais Michel Rocard consegue obter uma maioria pela candidatura unitária de Mitterrand contra Giscard. Alguns meses mais tarde (outubro), uma importante fração do PSU participa de uma operação política realizada pelo Parti Socialiste (PS), as chamadas « Assembleias do Socialismo » que tinha como objetivo unificar todos os setores que se reivindicavam do socialismo e da social-democracia na candidatura Mitterrand.
A maioria do PSU se recusa a unir-se ao PS,  muitos membros, notadamente Michel Rocard, Robert Chapuis (antigo militante da Juventude Estudantil Cristã e secretário nacional do PSU de novembro de 1973 a dezembro de 1974) e Jean Le Garrec juntaram-se a Mitterrand no final de 1974. Com a constituição desse novo eixo à esquerda, contemporâneo à crise do petróleo, o declínio do PSU se inicia, ainda mais quando Denis Berger, funda a La Voix Communiste, com cerca de 200 militantes  que se aproxima da Tendência Revolucionária (Jean-René Chauvin, etc.) e entram na LCR de Alain Krivine .
Neste momento ocorre a fusão com a Alliance Marxiste Révolutionnaire (AMR,  Aliança Marxista Revolucionária), de tendência pablista, com cerca de 250 militantes, Gilbert Marquis já havia iniciado negociações no final de 1973. Apesar de seu pequeno número eles conseguiram postos importantes: Maurice Najman (fundador dos Comitês de Ação do Ensino Médio em maio de 1968), Didier Schalschat, Gilbert Marquis e Michel Fiant assumiram o controle de várias regiões .
O PSU continua ativo nas lutas sociais. Participa junto com a LCR, na mobilização contra a lei Debré de 1973 que obrigava os estudantes a prestar o serviço militar, no ano seguinte, organizam o grupo Information pour les Droits du Soldat, que lutava pela criação de sindicatos nas forças armadas. Em 1976, participa da criação do Mouvement d'Action Syndicale (MAS, Movimento de Ação Sindical) criado após a greve contra a reforma do ensino médio, Antoine Bour, responsável pelo ESU (Etudiants Socialistes Unifiés), tornando-se seu primeiro secretário nacional. A união estudantil participa em 1980 da criação da UNEF-ID.
No Congresso de La Courneuve (janeiro de 1977) voltam a se afrontar duas tendências antagônicas, uma, dirigida pelo secretário do partido, Michel Mousel preconiza fazer listas comuns de candidatos da esquerda para as eleições municipais de março de 1977 (o PSU conseguira eleger vários candidatos no ano anterior para as eleições municipais), enquanto a outra, que em sua maioria era composta por militantes da AMR, preconizava uma aliança com o « Groupe Carrefour » da LCR  (Robi Morder, François Morvan), e mesmo com a Organisation Communiste des Travailleurs (Organização Comunista dos Trabalhadores a atual « movimentista ») . Mas esta será amplamente minoritária, e a AMR sairá do PSU em maio de 1977 para criar com o «Groupe Carrefour» os Comités Communistes pour l'Autogestion (CCA, Comitês Comunistas pela Autogestão) .

## O PSU e o Porvir da Esquerda (1981-1990)
Em 26 de abril de 1981, Huguette Bouchardeau (secretária nacional do PSU de 1979 a 1981) obtêm 1,11 % dos votos no primeiro turno das eleições presidenciais e disputou o segundo turno com François Mitterrand (PS) . Em 24 de março de 1983, ela participa do governo Pierre Mauroy como Secretária de Estado do Ambiente e Qualidade de Vida. Esta participação é combatida no interior do partido e seus adversários se tornam majoritários em dezembro de 1984 no Congresso de Bourges. Alguns militantes (como Jean-Pierre Lemaire) participam da Fédération pour une Gauche Alternative (FGA, Federação por uma Esquerda Alternativa), que contribui para a recomposição da esquerda após a « tournant de la rigueur » (mudança radical na política econômica, decidida em março de 1983 por François Mitterrand, após o fracasso do Programa Comum e no contexto de ataques contra o franco), trabalhando notadamente com a esquerda dos Verdes.
Nas eleições presidenciais de 25 de abril de 1988, o PSU apoia a candidatura do dissidente comunista Pierre Juquin, que também é apoiada por alguns grupos trotskistas. Esta candidatura obtêm 2,09 % dos votos do primeiro turno.
O PSU se cinde em novembro de 1989, uma parte de seus membros se funde com a Nouvelle Gauche (NG, Nova Esquerda) isso ocorre nos comitês de apoio à candidatura de Pierre Juquin dando origem à Alternative Rouge et Verte (AREV, Alternativa Vermelha e Verde), que se funde novamente em 1998 com um setor minoritário da Convention pour une Alternative Progressiste (CAP, Convenção para uma Alternativa Progressista) para tornar-se "Alternativa", enquanto a outra parte se juntou aos Verdes para onde já estavam muitos ex-dirigentes da GOP (Gauche Ouvrière et Paysanne). Mas estes movimentos nunca alcançaram a massa crítica necessária para influenciar o debate com o PSU à esquerda como ocorrera entre 1960 e 1969.
O PSU é formalmente dissolvido em 7 de abril de 1990 por 91% dos seus militantes , mas a decisão fora tomada no Congresso de Paris em 24 de novembro de 1989. 